# 무등일보
무등일보는 광주광역시의 지역 신문이다.

## 연혁
- 1988년 10월 11일 창간.